# Vukovec
Vukovec falu Horvátországban Kapronca-Kőrös megyében. Közigazgatásilag  Sveti Petar Orehovechez tartozik.

## Fekvése
Kőröstől 14 km-re, községközpontjától 5 km-re északnyugatra a Kemléki-hegységben fekszik.

## Története
A falunak 1857-ben 112,  1910-ben 220 lakosa volt. Trianonig Belovár-Kőrös vármegye Körösi járásához tartozott. 2001-ben 121 lakosa volt.

## Nevezetességei
A Hižanovec felé menő út mentén 54 épületből álló népi műemlék pincesor található. Az Ilica néven ismert hely épületei, főként présházak a 18. század végén és a 19. században épültek.

## Külső hivatkozások
A Kemléki-hegység kulturális emlékei